# 里德爾山 (伊利諾伊州)
里德爾山（英語：Riddle Hill）是位於美國伊利諾伊州桑加蒙縣的一個非建制地區。該地的面積和人口皆未知。

## 地理
里德爾山的座標為39°47′12″N 89°45′52″W / 39.78667°N 89.76444°W，而該地的平均海拔高度為186米（即610英尺）。